# Batmagnai Enkhtüvshin
Batmagnai Enkhtüvshin (2001) è un lottatore mongolo, specializzato nella lotta libera.

## Palmarès
- Campionati asiatici

Ulaanbaatar 2022: bronzo nei 125 kg.